# Le Bouchet-Mont-Charvin
Le Bouchet-Mont-Charvin é uma comuna francesa na região administrativa de Auvérnia-Ródano-Alpes, no departamento da Alta Saboia. Estende-se por uma área de 18.52 km². Em 2010 a comuna tinha 252 habitantes (densidade: 13,6 hab./km²).